# MetaTrader
MetaTrader — информационно-торговая платформа, разработанная MetaQuotes Software Corp., предназначенная для организации дилингового обслуживания на рынках Forex, CFD и Futures. Это комплекс полного цикла, то есть для организации дилингового обслуживания при наличии MetaTrader 4 не требуется дополнительного программного обеспечения. Серверная часть работает только на платформе семейства Windows. Клиентская часть есть в версиях для Windows, Android и iOS.
По состоянию на июнь 2016 года активно используется четвёртая версия платформы и выпущена пятая. Первая, вторая и третья версии платформы не используются и не поддерживаются.

## Разработчик
Разработчиком является компания MetaQuotes Software Corp., созданная в 2000 году в Казани. Сейчас компания зарегистрирована в офшорной зоне на Кипре. Там находятся сбыт и маркетинг. Производственная часть и техподдержка находятся в Казани (Россия). Помимо этого, компания имеет представительства в Турции, Австралии, Китае и Сингапуре.

## История

### FX Charts
Первый информационно-торговый комплекс, выпущенный в 2000 году, назывался «FX Charts». Он был ориентирован на маржинальную торговлю на рынке Forex, не предъявлял существенных технических требований, имел только встроенные скромные графические возможности.

### MetaQuotes
В 2001 году был выпущен второй информационно-торговый комплекс — «MetaQuotes». В отличие от FX Charts, у него появилась возможность работать на рынке CFD (контракты на разницу). Кроме того, в составе торгового комплекса появился язык программирования торговых стратегий MetaQuotes Language (MQL). Это позволило существенно расширить возможности клиентского терминала.

### MetaTrader 3
В начале 2002 года была выпущена третья платформа — MetaTrader, которая сразу получила индекс 3. В ней была добавлена возможность работать с инструментами рынка Futures и расширен язык программирования торговых стратегий — MQL II. На протяжении нескольких лет комплекс постоянно модернизировался.
Существенным плюсом этой платформы было наличие бесплатной библиотеки с набором функций API, что позволяло рассматривать терминал как надстройку над этим API, вплоть до написания собственного интерфейса клиентского терминала.
В 2003 году появились терминалы для мобильного трейдинга — MetaTrader CE (для Windows CE) и MetaTrader for Palm (для Palm OS).

### MetaTrader 4
Официальный выпуск информационно-торговой платформы MetaTrader 4 состоялся 1 июля 2005 года и постепенно она стала самой популярной в своём сегменте. Модернизация коснулась всех частей платформы.
Большое внимание уделялось повышению надежности сервера. Появилась возможность подключения терминала через необязательный дата-центр. Такое решение позволяет резко повысить устойчивость к DDoS-атакам, снизить нагрузку на сервер и увеличить его производительность. Отличительной чертой платформы MetaTrader является обязательное использование операционной системы Windows для серверной части.
Новый протокол связи не сохранил совместимости с MetaTrader 3. Разработчики отказались от открытого клиентского API.
Есть только API, доступные для менеджеров и администраторов серверной части. Все предыдущие разработки, использовавшие клиентское API, не работают с серверами MetaTrader 4.
Взамен клиентского API существенно расширена функциональность Си-подобного языка программирования торговых стратегий (MQL4), поддерживается работа с библиотеками DLL. В MQL4 отсутствует возможность одновременного получения котировок из нескольких источников и их параллельный анализ. Ранее такая задача решалась на базе API. Сейчас MQL4 является частью терминала и не позволяет экспортировать соответствующие функции в другие самостоятельные приложения.
Платформа всё так же ориентирована исключительно для маржинальной торговли на рынках Forex, Futures и CFD, но не ориентирована на фондовый рынок или для проведения операций без маржинальных условий:
- нет возможности выставить собственную заявку в рынок, чтобы её увидели другие торговцы;
- нет возможности посмотреть список существующих на рынке заявок;
- нет механизмов работы с опционами;
- нет возможности подключить дополнительный источник котировок и новостей;
- нет механизмов работы в национальной валюте (отчёт на клиентском терминале всегда формируется на английском языке с указанием USD в качестве валюты).

Платформа включает в себя следующие компоненты:
- MetaTrader 4 Server — ядро системы, серверная часть. Предназначена для обработки запросов пользователей на совершение торговых операций, выставление и исполнение ордеров. Также транслирует котировки и новости, ведёт протоколы и архивы. Работает в виде службы. Не имеет самостоятельного интерфейса. Производитель советует организовывать выделенный сервер с платформой Windows Server, на котором, кроме MetaTrader 4 Server, больше ничего не запускается. Практика показывает, что параллельный запуск на этом же оборудовании любой другой программы резко снижает устойчивость работы MetaTrader 4 Server. Использование каждой копии лицензируется отдельно.
- MetaTrader 4 Administrator — предназначен для удаленного управления серверной частью в виде указания параметров настройки, настройками финансовых инструментов, баз данных и так далее. Имеет незначительные возможности операций с клиентскими счетами. Платформа Windows Vista/XP/2000. Лицензия на использование неограниченного числа копий включена в лицензию сервера.
- MetaTrader 4 Manager — предназначен для обработки торговых запросов и управления счетами клиентов. Платформа Windows Vista/XP/2000. Лицензия на использование неограниченного числа копий включена в лицензию сервера.
- MetaTrader 4 Data Center — представляет собой специализированный прокси-сервер, предназначенный для повышения масштабируемости и безопасности платформы, может быть промежуточным звеном между серверной частью и клиентскими терминалами. Использование не обязательно, но становится целесообразным для локальных сетей с несколькими клиентами, позволяя минимизировать трафик котировок и их истории. Может устанавливаться на одном из рабочих мест. Так же может использоваться для уменьшения нагрузки на сервер. В этом случае рекомендуется использование на выделенном компьютере, а для клиентских терминалов он становится альтернативным сервером. Платформа Windows Vista/XP/2000. Лицензирование не требуется.

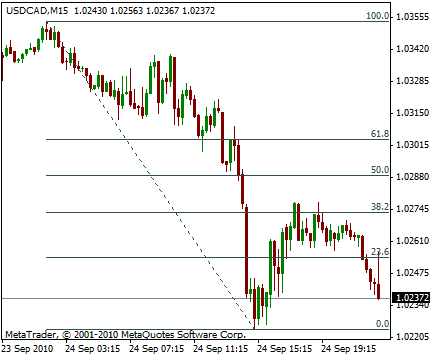
Пример графика с дополнительными индикаторами в торговом терминале MT4

- MetaTrader 4 Client Terminal — клиентская часть, устанавливается на компьютере трейдера. Предназначена для проведения торговых операций и технического анализа в режиме реального времени. Несколько типов ордеров позволяет отдавать распоряжения на проведение операций немедленно либо с дополнительными условиями (при достижении оговоренной цены). Обеспечивается просмотр текущих новостей, трансляцию которых осуществляет серверная часть комплекса. Внутренний Си-подобный язык программирования MQL4 позволяет запрограммировать торговые стратегии, индикаторы, сигналы. Есть возможность обеспечить полностью автоматическую торговлю, когда программа-советник не только выводит изображение и сигналы, но и посылает команды на открытие/закрытие сделок[8]. Для использования терминала программирование на MQL4 не обязательно — в комплект поставки входит более 50 базовых индикаторов, каждый из которых можно дополнительно подстраивать. Обычно клиентский терминал предоставляется брокером с предустановленным адресом своего сервера, но при желании пользователь всегда может самостоятельно изменить адрес в настройках, что обеспечит корректную работу одного и того же терминала с любыми серверами MetaTrader 4. Платформа Windows Vista/XP/2000/98. Лицензирование не требуется.
- MetaTrader 4 для iPhone — управление торговым счётом со смартфонов на базе Apple iOS версии 7.0 и выше, поддержка iPhone, iPad и iPod Touch. Бесплатная установка из App Store. Подключение возможно к торговым серверам только тех брокеров, которые оплатили разработчикам соответствующую услугу. Программа включает 30 технических индикаторов, все виды ордеров, звуковые сигналы (Alerts)[9]. 24 сентября 2022 года приложение было удалено из App Store, но установленные экземпляры сохраняют работоспособность.[10]
- MetaTrader 4 для Android — управление торговым счётом со смартфонов на базе Android версии 4.0 и выше. Бесплатная установка из Google Play. Подключение возможно к торговым серверам только тех брокеров, которые оплатили разработчикам соответствующую услугу. Программа включает все виды ордеров, поддержку графиков 3 типов, 9 таймфреймов, поддержку планшетов[11].
- MetaTrader 4 Mobile — управление торговым счётом посредством мобильных устройств на платформе Windows Mobile (Pocket PC 2002/Mobile 2003). Без лицензии возможна работа только с некоторыми серверами. Для каждого сервера его владельцы могут заказать у разработчика отдельную версию программы, которая не имеет возможности сменить сервер. Клиент самостоятельно может купить лицензию, которая позволяет работать с любым MetaTrader 4 Server без привязки к предустановленным адресам. Компания MetaQuotes прекратила поддержку MetaTrader 4 Mobile для ОС Windows Mobile и Windows Mobile SE с 26 июня 2014. Платформа не подключается к торговым серверам последних версий[12].
- Веб-платформа MetaTrader 4 — торговля через браузер. Поддерживает все стандартные функции торговли и 30 встроенных индикаторов. Использование программ, написанных на MQL4, и связанных с ними функций, не поддерживается[13].

### MetaTrader 5
Компания MetaQuotes Software Corp. в марте 2008 года анонсировала планы выпуска новой версии платформы — MetaTrader 5. Релиз бета-версии состоялся 2 сентября 2009, а 1 июня 2010 вышел первый релиз платформы MetaTrader 5. В новой версии платформы ожидалось расширение функциональности — работа не только на валютном, но и на фондовом рынках. Однако в релизной версии эта возможность так и не была реализована.
К основным отличиям пятой версии от четвёртой относятся:
- Увеличено количество таймфреймов с 9 до 21.
- Помимо локирования позиций (возможность открыть позиций на покупку и продажу одной и той же валютной пары без их взаимного закрытия) добавлена возможность неттинга (при открытии позиции встречной направленности остаётся лишь одна результирующая позиция или происходит взаимное закрытие).
- Поддержка торговли на биржевых рынках.
- Поддержка биржевого стакана котировок.
- Многоязычные торговые отчеты.
- Возможность тестировать стратегии на реальных массивах котировок, а не частично смоделированных.

Система включает в себя новый язык программирования MQL5.
Как и четвёртая версия платформы, MetaTrader 5 доступен для мобильных устройств на базе операционных систем Android и iOS. Ограничения мобильной версии: отсутствует тестер стратегий, а также нет возможности использовать сторонние программы (экспертные советники, индикаторы, скрипты).
Платформа MetaTrader 5 доступна в специальной версии для веб-браузеров. Её функционал приближён к веб-версии MetaTrader 4: 9 таймфреймов, 30 встроенных индикаторов и 24 графических объекта — то есть меньше, чем в версии для ОС Windows. В то же время веб-версия MetaTrader 5 поддерживает стакан цен и неттинг позиций.

## Критика
MetaTrader содержит технические возможности, которые могут использоваться брокерами для повышения своей доходности за счёт выполнения операций по худшим для клиента ценам.